# يوسف شرف الدين
يوسف شرف الدين (بالإنجليزية: Yousef Sharaf Aldeen) مخرج وممثل سينمائي لبناني.

## حياته
ولد في لبنان، 25 نيسان/أبريل عام 1945، ابن لعائلة مشهورة بنشاطها الفني. فهو شقيق الممثل اللبناني الشهير فؤاد شرف الدين

## المهنة
بدأ يوسف شرف الدين مشواره الفني كمساعد مخرج عام 1965 في العديد من الأفلام اللبنانية والمصرية المشتركة، انتقل إلى خانة الإخراج في عام 1980 في لبنان، حيث صنع العديد من أفلام الحركة الناجحة، ثم هاجر إلى القاهرة عام 1986 ليخرج هناك أيضا العديد من الأفلام الناجحة بمشاركة كبار النجوم، اتجه بعدها إلى الأعمال التلفزيونية، حيث أخرج عشرات المسلسلات الناجحة من إنتاج مصري ومصري سوري مشترك ومصري لبناني مشترك. متزوج من الفنانة المصرية صفاء مغربي.

## فيلموغرافيا
لديه أكثر من 70 عمل، أهمها

### السينما
- أنا عنتر (فيلم): مساعد مخرج.
- الشريدان (فيلم): مساعد مخرج.
- سفر برلك (فيلم): مساعد مخرج.
- الحب الكبير (فيلم): مساعد مخرج.
- بنات للحب (فيلم): مساعد مخرج
- أهلا بالحب (فيلم): مساعد مخرج.
- فندق الأحلام (فيلم): مساعد مخرج.
- باريس والحب (فيلم): مساعد مخرج.
- آخر الطريق (فيلم): مساعد مخرج.
- مسرحية لولو (مسرحية): مساعد مخرج.
- المزيفون (فيلم): مساعد مخرج.
- الليل الطويل (فيلم): مساعد مخرج.
- القرار (فيلم): مخرج.
- المجازف (فيلم) : مخرج.
- ويبقى الحب (فيلم): مخرج.
- حالة اشتباه (فيلم): مخرج.

### التلفزيون
- غريب الدار: مخرج.
- نور الصباح (مسلسل): مخرج.
- الدالي (مسلسل): مخرج.
- متخافوش (مسلسل): مخرج.
- ميراث الريح (مسلسل): مخرج.